# 胼胝体下回
胼胝体下回（英文：Subcallosal gyrus），又称终板旁回（paraterminal gyrus），是大脑半球内侧的一个狭窄薄层，位于终板之前、胼胝体下区之后。胼胝体下回位于胼胝体喙部的下方，属于大脑边缘系统的一部分。胼胝体下回与灰被一道延伸环绕胼胝体膝部。